# Baweanhert
Het baweanhert (Axis kuhlii) is een hertensoort. De wetenschappelijke naam Axis kuhlii verwijst naar de Duitse zoöloog Heinrich Kuhl.

## Kenmerken
In tegenstelling tot het zwijnshert (Axis porcinus) zijn de juvenielen van het baweanhert niet gespikkeld. Ze worden ongeveer 140 cm lang en ongeveer 50-60 kg zwaar. De schouderhoogte is 65-70 cm. Het dier heeft een bruinachtige vacht met een witte buikzijde. De voorzijde van de achterpoten is eveneens wit. De staart bevat een vrij lange kwast, die aan de bovenzijde bruin en aan de onderzijde witachtig is.

## Leefwijze
Deze dieren zijn vooral grazers maar eten ook vruchten en bloemen.

## Verspreiding
Deze soort komt uitsluitend voor op het Indonesische eiland Bawean voorkomt. Ze leven vooral in rivierrijke en moerasgebieden.

## Vijanden
Natuurlijke vijanden zijn roofvogels en grote slangen zoals pythons.